# Stephen Stubbs

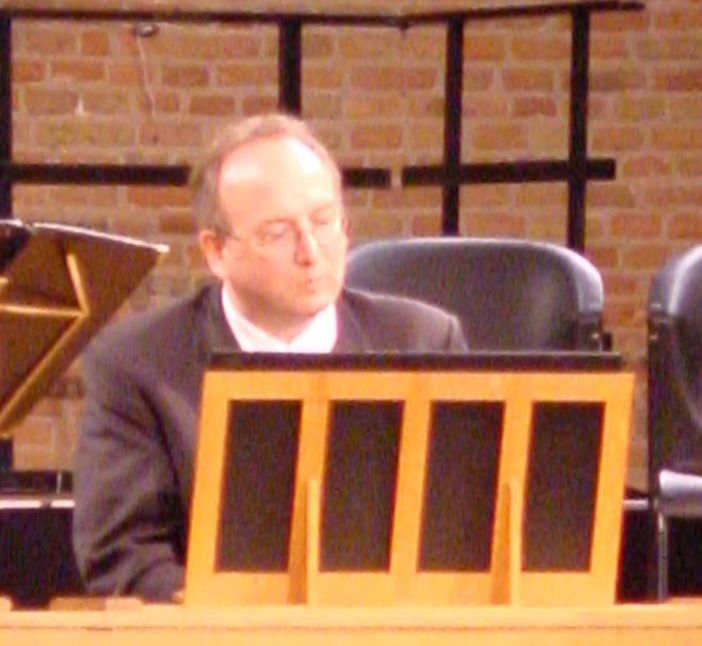
Stephen Stubbs, 2001 in Leiden

Stephen Stubbs (* 1951 in Seattle) ist ein Lautenist und Dirigent, der sich der Historischen Aufführungspraxis widmet.

## Leben
Er studierte Cembalo und Komposition an der University of Washington, wo er auch mit dem Spiel der Laute und anderer barocker Zupfinstrumente begann. Nach dem Abschluss spezialisierte er sich in England und den Niederlanden und gab im Jahr sein Debüt in der Londoner Wigmore Hall 1976. Von 1980 bis 2006 wohnte Stubbs in Norddeutschland. Er unterrichtet seit 1981 an der Akademie für Alte Musik Bremen, die 1994 in die Hochschule für Künste Bremen aufging, an der er eine Professur innehatte.
Er ist durch zahlreiche Einspielungen und eine rege Konzerttätigkeit mit Ensembles wie Fiori musicali, Musicalische Compagney, Tragicomedia und Teatro Lirico, dessen Gründer er ist, als Continuo-Spieler bekannt geworden. Andere Partner waren das Hilliard Ensemble und Andrew Lawrence-King, Les Arts Florissants und Philippe Herreweghe. Der Erfolg seiner Aufführung von Stefano Landis Oper La morte d'Orfeo 1987 im Rahmen des Early Music Festival in Brügge führte dazu, dass er weltweit Opern des Frühbarock dirigierte. 1994 wurde er mit dem Edison Award ausgezeichnet.
Im Jahr 2006 übersiedelte er wieder nach Seattle. Er gründete die Seattle Academy of Baroque Opera für junge professionelle Sänger und ist außerplanmäßiger Professor am Cornish College of the Arts. Zusammen mit Paul O’Dette ist er künstlerischer Leiter des Boston Early Music Festival und nahm mit diesem in Kooperation mit Radio Bremen sowie der Tonmeisterin Renate Wolter-Seevers mehrere Barockopern auf. Mehrerer dieser Arbeiten wurden im Rahmen der Grammy Awards für eine Auszeichnung zum für den Grammy-Award für die beste Opernaufnahme nominiert und 2015 gewannen sie den Grammy für die Produktion der Oper La descente d’Orphée aux enfers von Marc-Antoine Charpentier mit dem Boston Early Music Festival Chamber Ensemble & Vocal Ensemble.

## Diskografie (Auswahl)
- Sonaten und Suiten des 17. Jahrhunderts (mit Fiori musicali; Werke von Schwartzkopff, Erlebach und Krieger). Recreation TGS 301. LP, 1981.
- Italienische Solomusik um 1630. Toccate – Canzone – Sonate (mit Fiori musicali; Werke von Castello, Fontana, Merulo, Piccinini, Frescobaldi). Recreation TGS 302. LP, 1982.
- Sonate concertati (mit der Musicalischen Compagney). Teldec, 8.44010 ZS. CD, 1982.
- Fiori concertati (mit der Musicalischen Compagney). Teldec, 8.44011 ZS. CD, 1983.
- Georg Friedrich Händel: Israel in Egypt  (mit Mieke van der Sluis, Hedwig van der Meer, John York Skinner, Theo Altmeyer, Peter Kooy, Harry van der Kamp; Groningse Bachvereniging, Fiori musicali). 2 LP, 1984.
- Heinrich Schütz: Psalmen, Concerto, Motetten (mit der Musicalischen Compagney). Ambitus, amb 97843. CD, 1985.
- Vincent Lübeck: Sämtliche Kantaten (David Cordier, Graham Pushee, Harry Geraerts, Harry van der Kamp; New College Choir Oxford, Fiori musicali). Motette, CD 50181. CD, 1986.
- Heinrich Schütz: Weihnachtshistorie; Meine Seele erhebt den Herren; Die sieben Worte (mit der Musicalischen Compagney). Dabringhaus und Grimm, MD+G L 3229. CD, 1986.
- Heinrich Schütz: Liebe und Klage (mit der Musicalischen Compagney). Dabringhaus und Grimm, MD+G L 3230. CD, 1986.
- Stefano Landi: La morte d’Orfeo (mit Tragicomedia). Accent, ACC 8746/47 D. CD, 1987.
- Johann Sebastian Bach: Solokantaten (BWB 56 und 82 mit Harry van der Kamp und Fiori musicali). Dabringhaus und Grimm, MD+G L 3297. CD, 1988.
- A Musical Dreame (mit David Cordier, Michael Chance und Tragicomedia). hyperíon, CDA66335, CD, 1988.
- My mind to me a kingdom is (mit David Cordier und Tragicomedia). hyperíon, CDA66307. CD, 1989.
- Orpheus I am (mit Barbara Borden, David Cordier, John Potter, Harry van der Kamp und Tragicomedia). EMI Classics, CDC 7543112. CD, 1991.
- Sprezzatura (mit Tragicomedia). EMI Classics, CDC 7543122. CD, 1991.
- Reinhard Keiser: Masaniello furioso. Dramma musicale (mit David Cordier, Wilfried Jochens, Harry van der Kamp, Hein Meens, Barbara Schlick, Dorothea Röschmann, Michael Schopper, Jelle Dreyer, Winfried Mikus; Fiori musicali). cpo 999110-2. 2 CD, 1993.
- David Kellner: XVI Auserlesene Lauten-Stücke. cpo 999 097-2. CD, 1993.
- Luigi Rossi: Le canterine Romane (mit Tragicomedia). Teldec, 4509-90799-2. CD, 1993.
- Claudio Monteverdi: Madrigali concertati (mit Tragicomedia). Teldec, 4509-91971-2. CD, 1993.
- Claudio Monteverdi: Il ballo della ingrate; Il combattimento di Tancredi e Clorinda (mit Tragicomedia). Teldec, 4509-90798-2. CD, 1993.
- Johann Sebastian Bach: Notenbüchlein für Anna Magdalena Bach (1725) – A Selection (mit Tragicomedia). Teldec, 4509-91183-2. CD, 1994.
- Vanitas vanitatum. Rome 1650. (mit Tragicomedia). Teldec, 4509-98410-2. CD, 1995.
- J. S. Bach: Lute Works BWV 995 – 998 – 1001. ATMA Classique 22238. CD, 2002.
- Jean-Baptiste Lully: Thésée (Boston Early Festival Vocal & Chamber Ensembles, Leitung: Paul O’Dette & Stephen Stubbs). CPO. 3 CD, 2007.
- Jean-Baptiste Lully: Psyché (Boston Early Festival Orchestra & Chorus, Leitung: Paul O’Dette & Stephen Stubbs). CPO. CD, 2007.
- Marc-Antoine Charpentier: Actéon H.481, La pierre philosophale H.501 (Boston Early Festival Vocal & Chamber Ensembles, Leitung: Paul O’Dette & Stephen Stubbs). CPO, CD, 2010.
- John Blow: Vénus et Adonis (Boston Early Festival Vocal & Chamber Ensembles, Leitung: Paul O’Dette & Stephen Stubbs). CPO. CD, 2011.
- Marc-Antoine Charpentier: La descente d’Orphée aux enfers H.488, La couronne de fleurs H.486 (Boston Early Festival Vocal & Chamber Ensembles, Leitung: Paul O’Dette & Stephen Stubbs). CPO, CD, 2013.
- Johann Sebastiani: Matthäus Passion (Boston Early Festival Chamber Ensemble, Leitung: Paul O’Dette & Stephen Stubbs). CPO. CD, 2007.
- Georg Friedrich Händel: Almira (Boston Early Music Festival Orchestra, Leitung: Paul O’Dette & Stephen Stubbs). CPO. CD, 2018.
- Marc-Antoine Charpentier: Les plaisirs de Versailles H.480, Les arts florissants H.487 (Boston Early Festival Vocal & Chamber Ensembles, Leitung: Paul O’Dette & Stephen Stubbs). CPO. CD, 2019.
- Michel-Richard de Lalande: Les fontaines de Versailles, Le concert d’Esculape (Boston Early Festival Vocal & Chamber Ensembles, Leitung: Paul O’Dette & Stephen Stubbs). CPO. CD, 2020.